# Moritz Henle

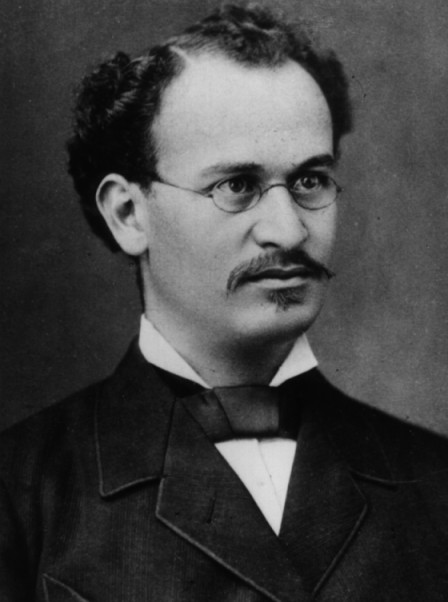
Moritz Henle (1882)

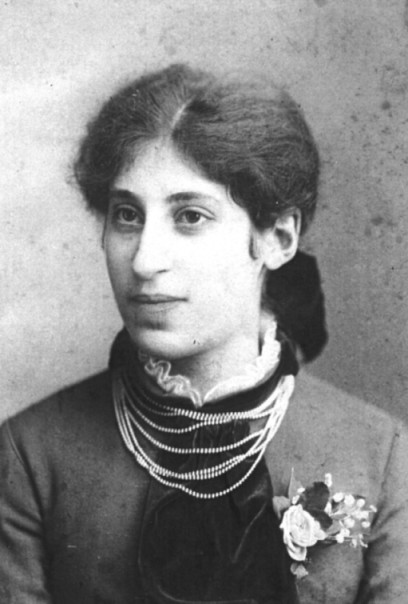
Caroline Henle (1882)

Moritz Henle Vorname ursprünglich Moses (geboren am 7. August 1850 in Laupheim; gestorben am 24. August 1925 in Hamburg) war ein deutscher Chasan, Komponist und Chorleiter.

## Leben
Henle war ab 1868 in Laupheim und fünf Jahre später in der neu erbauten Synagoge in Ulm als Kantor tätig. 1876 legte er die zweite staatliche Lehramtsprüfung und 1877 die Vorsängerprüfung ab.
1879 berief der Rabbiner Max Sänger Henle an den Hamburger Tempel. In Hamburg lernte er – in dem von ihm gegründeten neuen gemischten Chor – seine spätere Frau Caroline Franziska Herschel (geb. 1860) kennen. Er schuf eine Reihe von Kompositionen für Chormusik und führte 30 Jahre nach der Einführung der sephardischen Aussprache die aschkenasische wieder im Gottesdienst ein. 1883 gab er ein Gesangbuch heraus.
Henle war neben dem Chasan-Amt auch als Musikschriftsteller tätig, bildete Sänger und Kantoren aus. Er war 1905 Mitbegründer des Standesvereins der jüdischen Kantoren in Deutschland der später Allgemeiner Deutscher Kantorenverband hieß und dessen Erster Vorsitzender er 1906–1919 wurde.
Moritz Henle starb 1925 in Hamburg, Caroline Henle wurde 1943 im KZ Theresienstadt ermordet. Seinem Sohn Paul gelang 1939 die Emigration nach London.